# Vĩnh Thạnh, Lấp Vò
Vĩnh Thạnh là một xã thuộc huyện Lấp Vò, tỉnh Đồng Tháp, Việt Nam.

## Địa lý
Xã Vĩnh Thạnh nằm ở trung tâm huyện Lấp Vò, có vị trí địa lý:
- Phía đông giáp xã Long Hưng B
- Phía tây giáp xã Bình Thành
- Phía nam giáp huyện Lai Vung
- Phía bắc giáp xã Mỹ An Hưng B
- Phía đông bắc giáp xã Tân Mỹ
- Phía tây bắc xã Bình Thạnh Trung.

Xã có diện tích 30,62 km², dân số năm 2019 là 16.250 người, mật độ dân số đạt 531 người/km².
Vĩnh Thạnh thuộc huyện Lấp Vò, tỉnh Đồng Tháp là một trong những nơi còn để lại khá nhiều dấu ấn của người xưa. Địa danh Cai Bường, Thủ Ô,... ghi dấu ấn của người Việt hơn ba trăm năm về trước trên bước đường mở cõi đất phương Nam đã đến đây khai phá, lập nghiệp.
Vĩnh Thạnh có vị trí địa lí đặc biệt quan trọng, là bản lề giữa vùng Sa Đéc - Lấp Vò; trên trục đường thủy nối sông Tiền, sông Hậu qua Kinh Xáng Lấp Vò; trên đường bộ là QL80 (trước là LTL8). Do vậy, Vĩnh Thạnh có vai trò như một vùng trung chuyển giao thông trong huyện.

### Điều kiện tự nhiên
Xã Vĩnh Thạnh nằm ở hạ nguồn sông Tiền, đất ở đây được hình thành do lượng phù sa do sông Tiền và sông Hậu bồi đắp nên đất phì nhiêu, màu mỡ. Ngoài ra do nằm trong vùng trũng nên lượng ao, đằm hình thành khá nhiều, đây là một thuận lợi cho việc trồng trọt và chăn nuôi thủy sản.
Khí hậu và triều cường biến đổi không theo quy luật trong 10 năm trở lại đây, một phần do lượng nước sông Tiền và sông Hậu bị giảm đáng kể và thời tiết chịu nhiều ảnh hưởng của các đợt gió Đông Bắc sớm.

## Hành chính
Xã Vĩnh Thạnh được chia thành 6 ấp: Hòa Thuận (Thủ Ô), Nhơn Qưới, Vĩnh Hưng, Vĩnh Lợi, Vĩnh Bình A, Vĩnh Bình B.

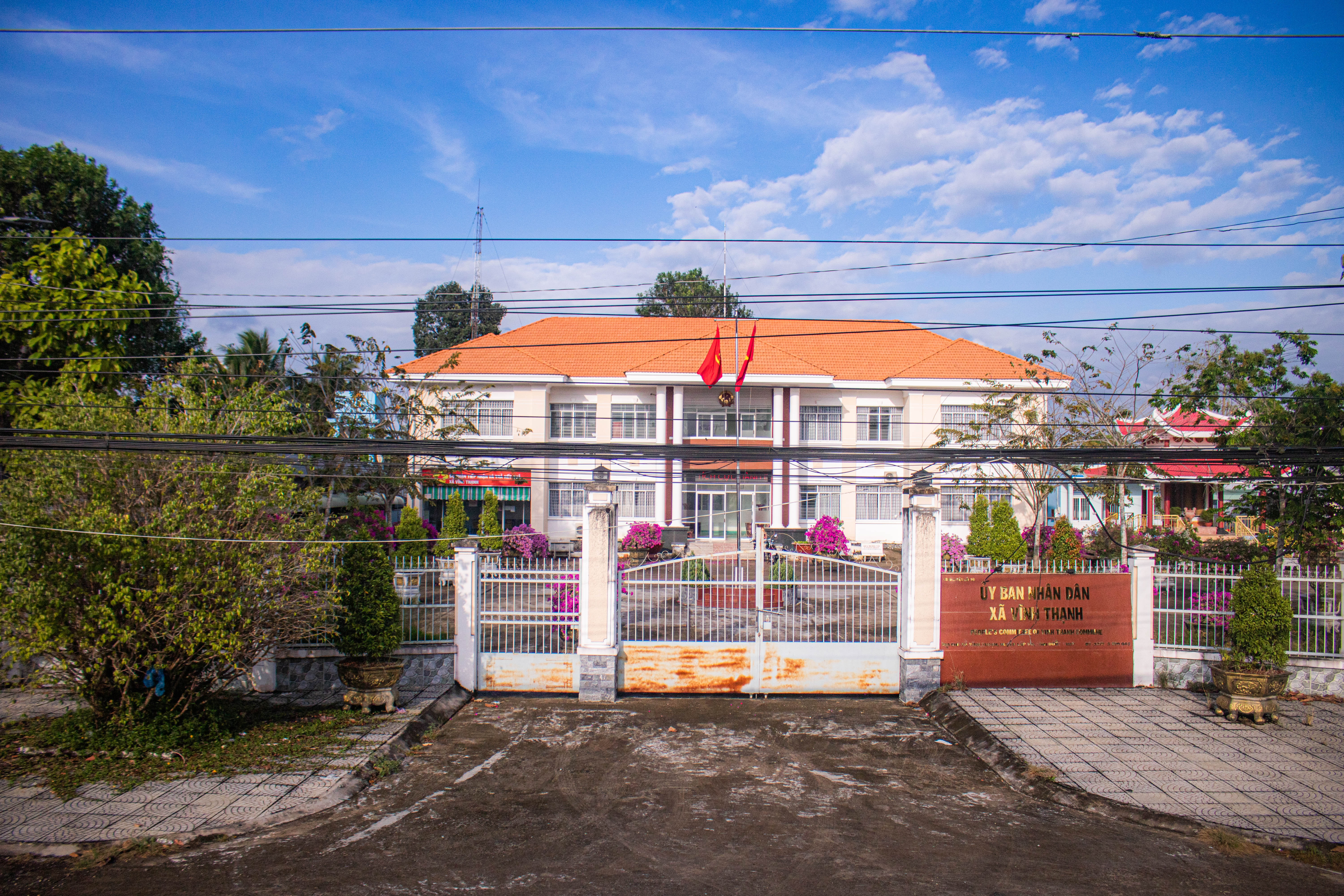
UBND xã Vĩnh Thạnh, Lấp Vò

## Lịch sử
Quyết định 11-HĐBT ngày 19 tháng 02 năm 1983 của Hội đồng Bộ trưởng, chia xã Phú Thành thành hai xã lấy tên là xã Phú Thành và xã Phú Thọ.
Quyết định 77-HĐBT ngày 27 tháng 06 năm 1989, xã Vĩnh Thạnh thuộc huyện Thạnh Hưng.
Nghị định 81-CP ngày 06 tháng 12 năm 1996, xã Vĩnh Thạnh thuộc huyện Lấp Vò.

## Kinh tế - xã hội
Xã Vĩnh Thạnh không ngừng vươn lên phát triển từng ngày, các loại hình kinh tế trước đây chủ yếu phụ thuộc nhiều vào cây lúa và cây ấu, nhưng kể từ 2014 các loại hình nông, công nghiệp, dịch vụ mới phát triển mạnh như:

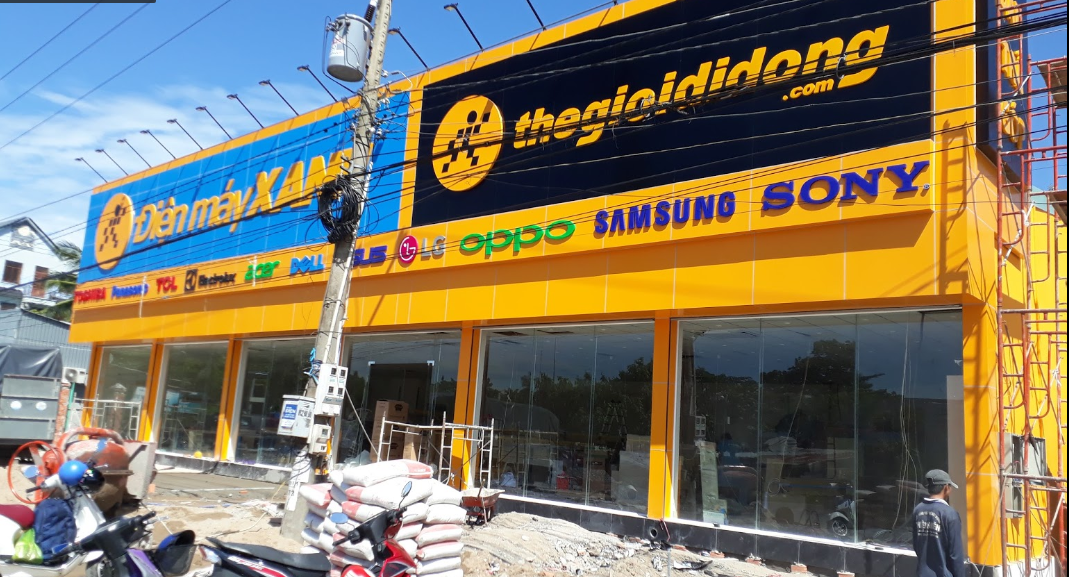
Các doanh nghiệp đầu tư ở xã Vĩnh Thạnh

- Nông nghiệp: sản lượng lúa tăng 28,3% so với trước 2014. Có nhiều loại giống lúa mới được các nhà nông trồng ngày một phổ biến.
- Công nghiệp, dịch vụ: cơ cấu chiến 33,9% trong phân bố kinh tế của địa phương, và sẽ tăng trong các năm tiếp theo do nhu cầu sống của người dân ngày càng cao.

Ngày 04/03/2017 xã Vĩnh Thạnh được đón nhận danh hiệu xã đạt chuẩn nông thôn mới.

### Y tế

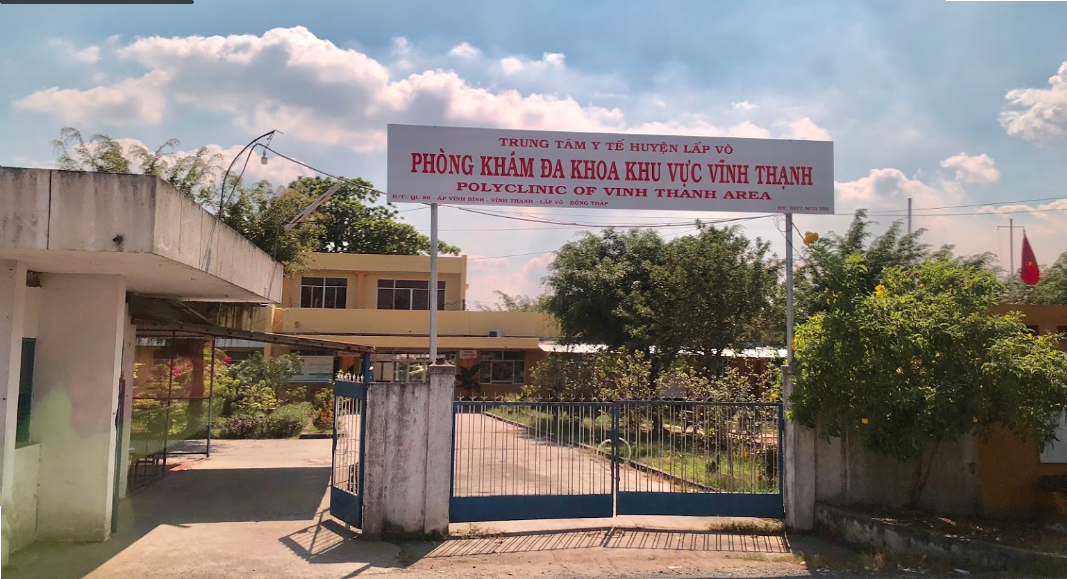
Phòng đa khoa khu vực Vĩnh Thạnh

Phòng khám đa khoa khu vực Vĩnh Thạnh trước đây là bệnh viện đa khoa huyện Lấp Vò sau bệnh viện được di dời địa điểm đến thị trấn Lấp Vò. Phòng khám hiện tại chỉ còn lại các khoa, ban thuộc trung tâm y tế của huyện.

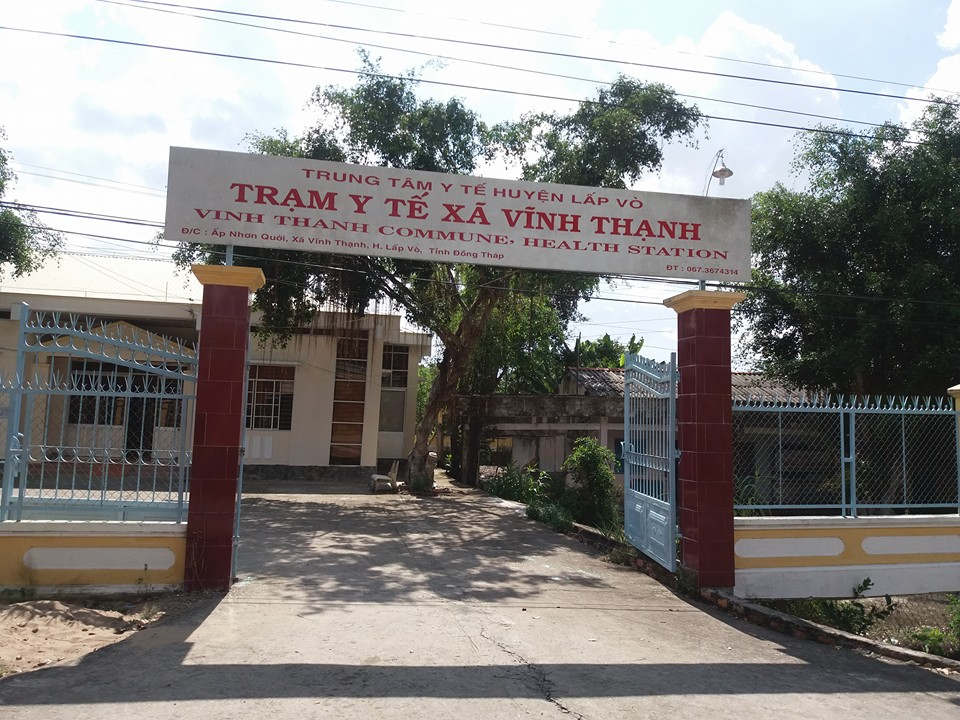
Trạm Y tế xã Vĩnh Thạnh (Trạm Y tế Kinh Tư), Lấp Vò

Trạm y tế xã Vĩnh Thạnh thuộc trung tâm Y tế huyện Lấp Vò. Trạm nằm ở vùng sâu để phục vụ cho người dân có điều kiện khó khăn khi đi lại trong việc khám và chữa bệnh (do trước đây phải khám ở Bệnh viện đa khoa huyện Lấp Vò nay là Phòng khám đa khoa khu vực Vĩnh Thạnh)

### Giáo dục
Các trường trong xã:
- Cấp 1:

1. Trường TH Vĩnh Thạnh 1

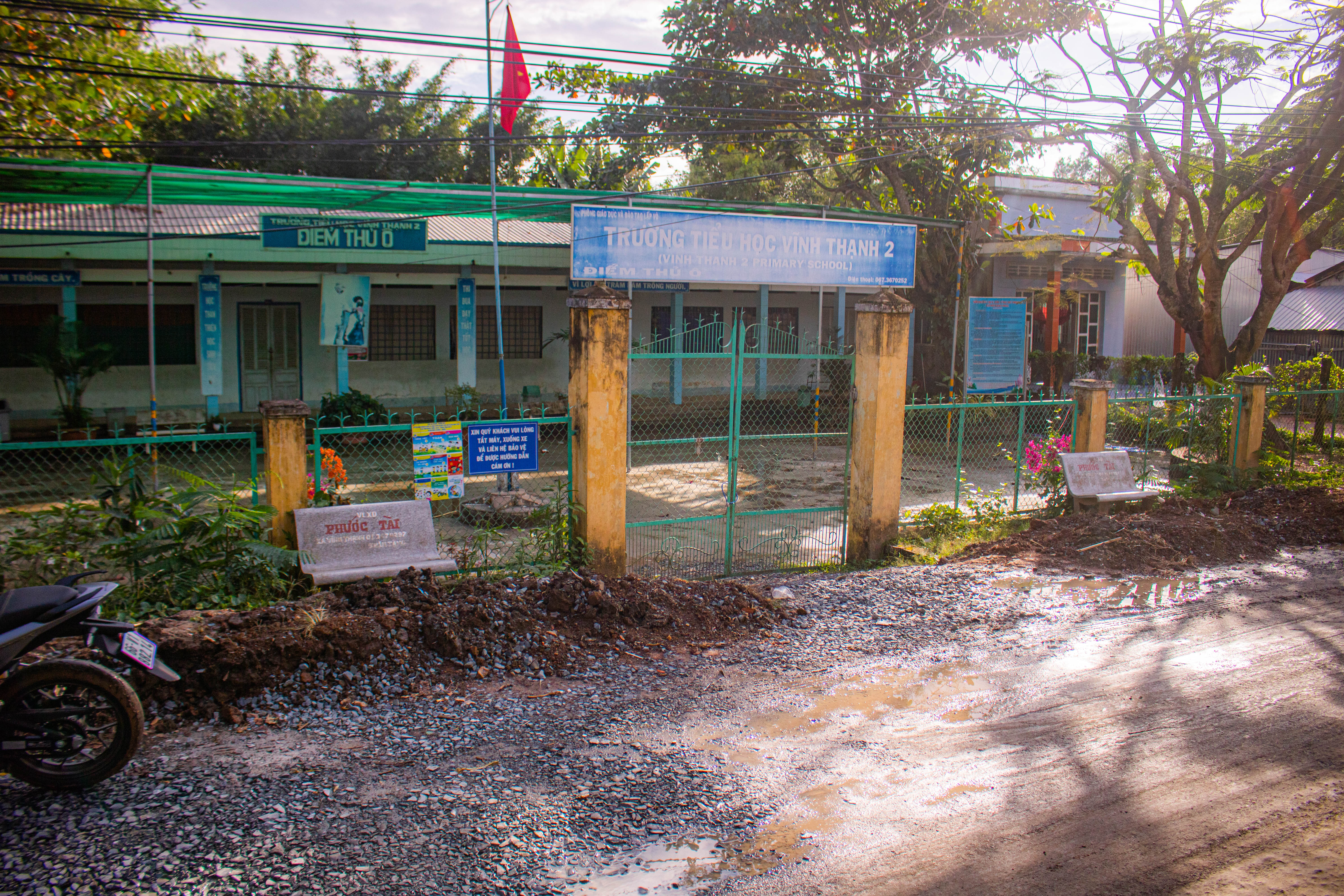
Trường Tiểu học Vĩnh Thạnh 2 (điểm Thủ Ô), Lấp Vò

2. TH. Vĩnh Thạnh 2: nằm trên đường Tân Bình - Kênh Tư (gồm 2 trường, điểm chính ở Danida, điểm phụ ở Thủ Ô)
3. TH. Vĩnh Thạnh 3 (gồm 2 trường, điểm chính ở Quốc lộ 80, điểm phụ ở Cai Bường).

- Cấp 2: Trường THCS Vĩnh Thạnh.

## Giao thông

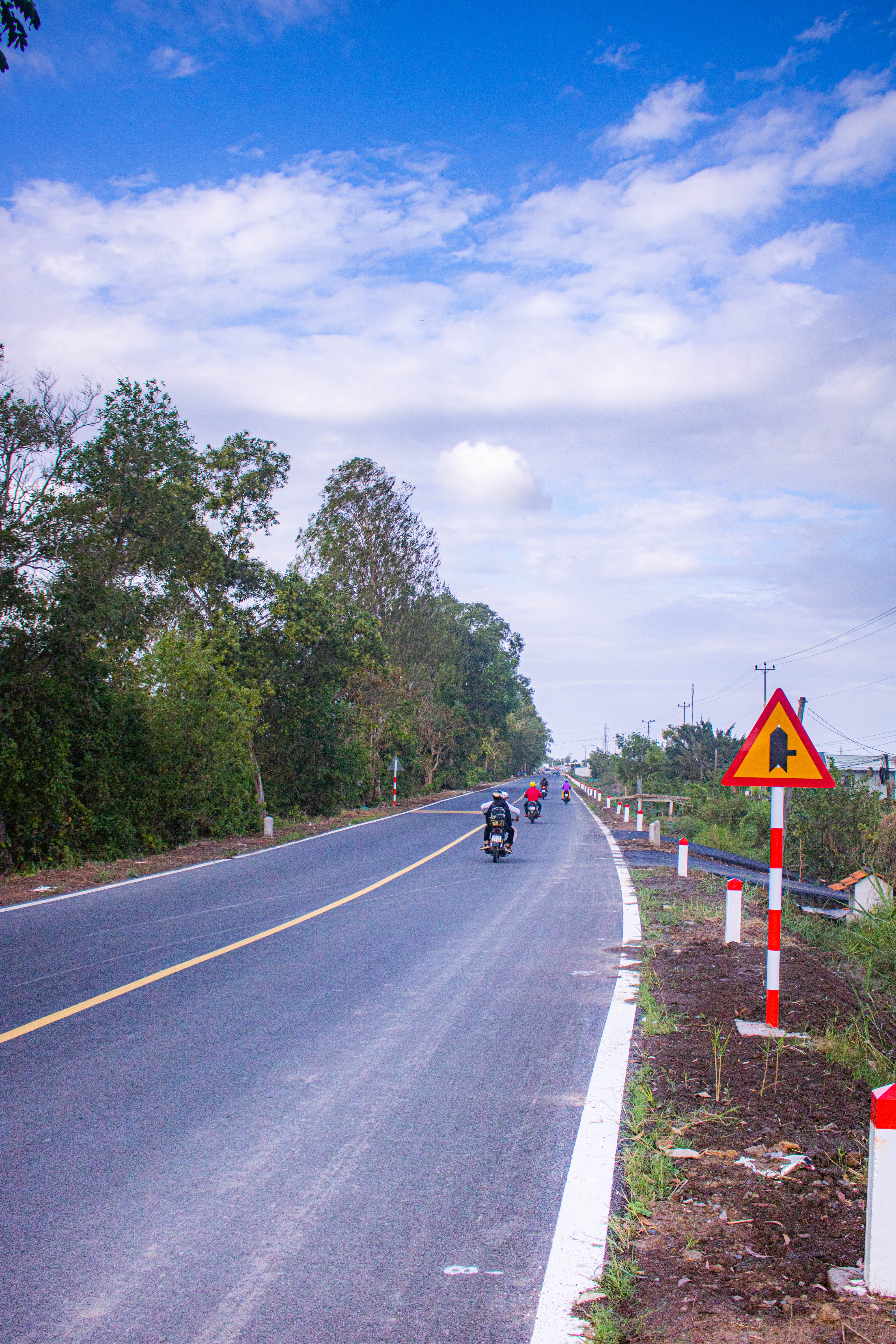
Một đoạn tỉnh lộ DT849

Xã có 2 trục giao thông đường bộ chính là QL80 và tỉnh lộ DT849.
- QL80 là tuyến giao thông huyết mạnh đến các tỉnh phía tây nam của nước ta trong lúc trông chờ vào cầu Vàm Cống hoàn thành trước tết nguyên đán 2019
- Tỉnh lộ DT849 là đoạn đường nối QL80 và tỉnh lộ DT848 đi từ bến phà Cao Lãnh về trung tâm xã, hoặc đến các huyện ở hạ nguồn sông Tiền và sông Hậu.
- Các huyện lộ trong xã: đường rạch Cái Dứa, đường Cai Bường - Tân Phước, đường huyện Tân Bình - Kênh Tư, đường huyện Đất Sét
- Tuyến nối tt.Lấp Vò - Vĩnh Thạnh.
Ngoài ra còn có các đường nhỏ lẻ trong xã vẫn chưa có tên như: đường nối DT849 - DH.Tân Bình - Kênh Tư; đường nối QL80 - đường Cai Bường - Tân Phước; đường nối Định Yên - Vĩnh Thạnh đến đường Cai Bường - Tân Phước; đường chùa Huê Khánh.

## Hình ảnh

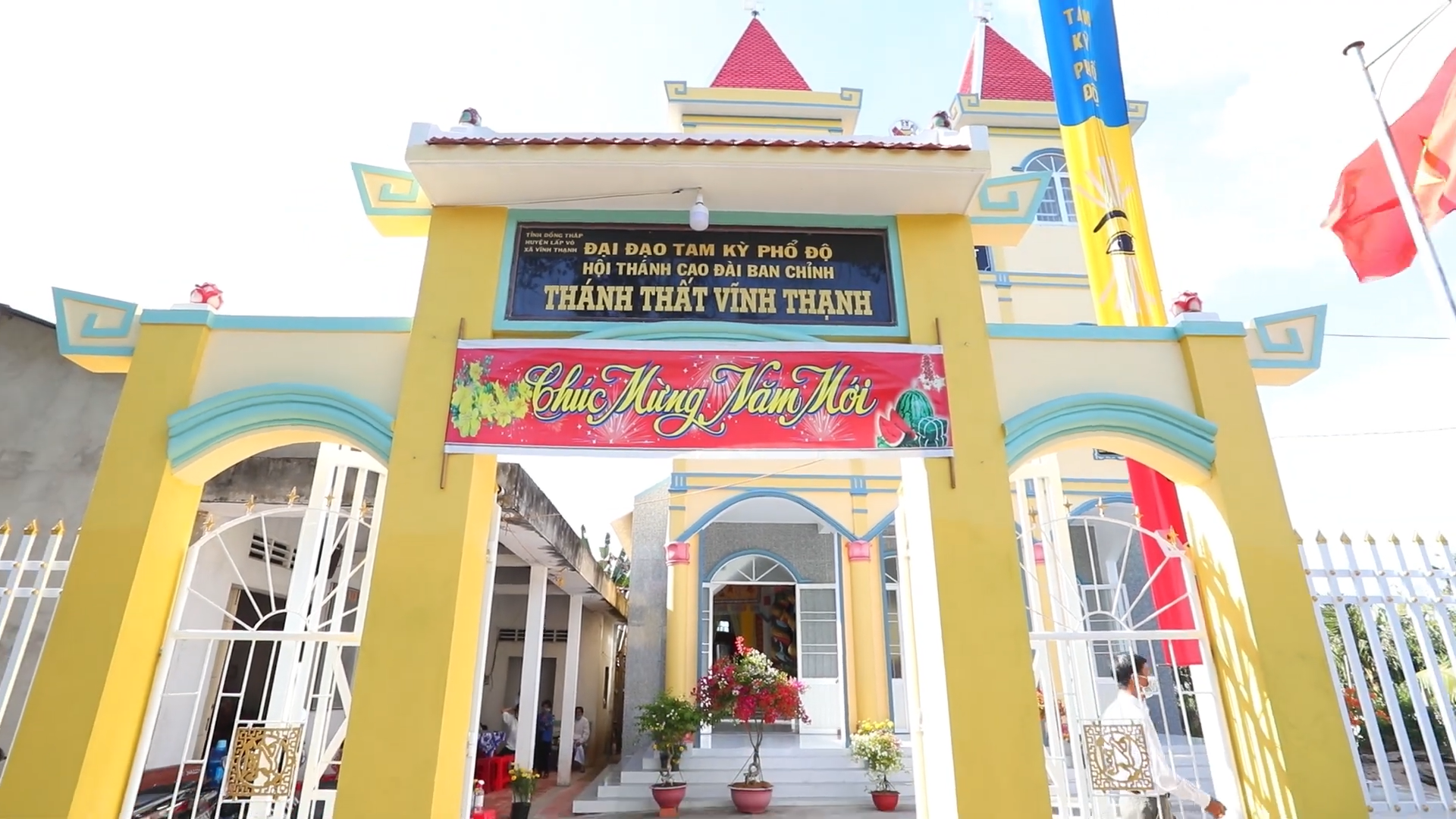
Thánh thất cao đài xã Vĩnh Thạnh

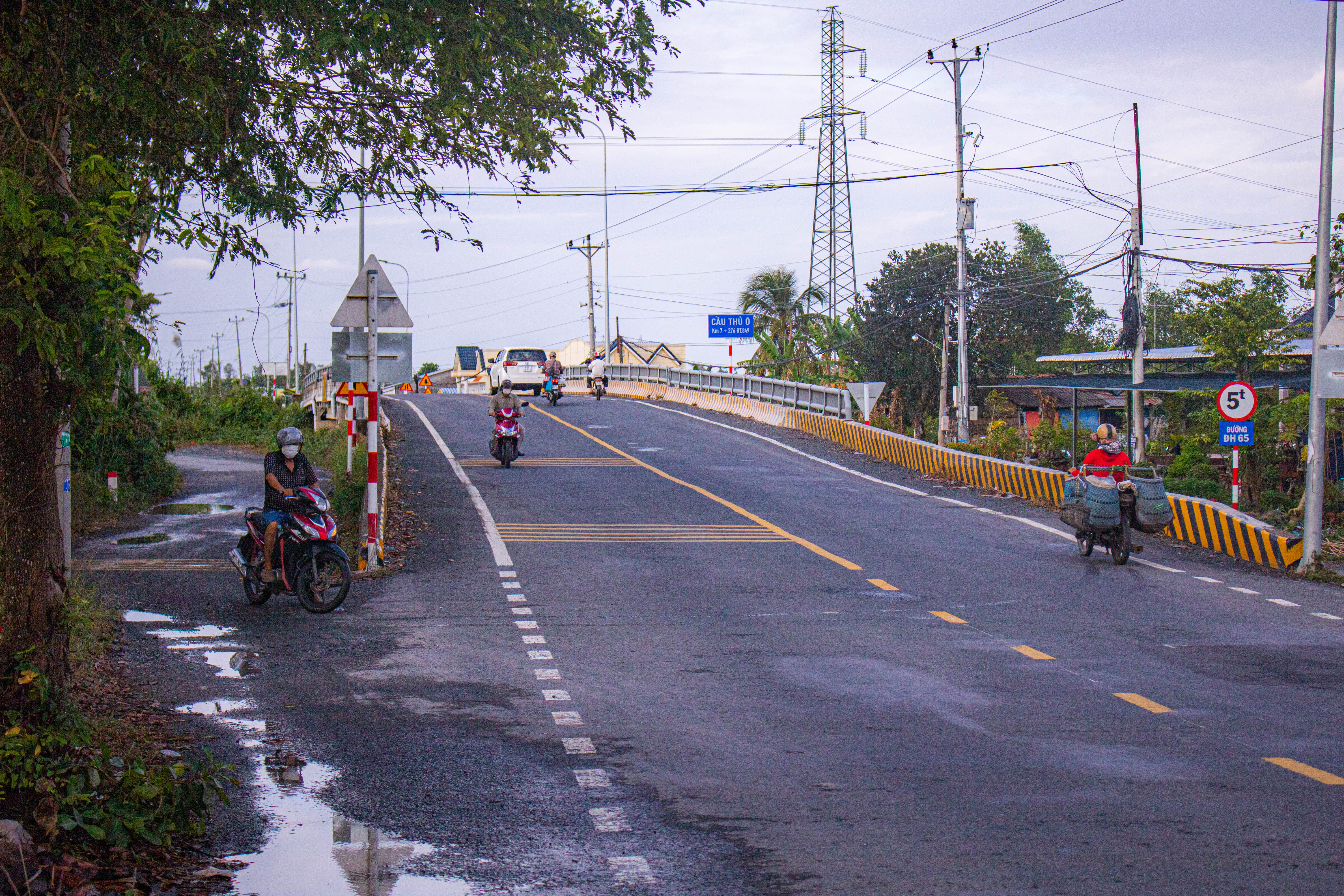
Cầu Thủ Ô, Vĩnh Thạnh, Lấp Vò